# FC Prahova Ploiești

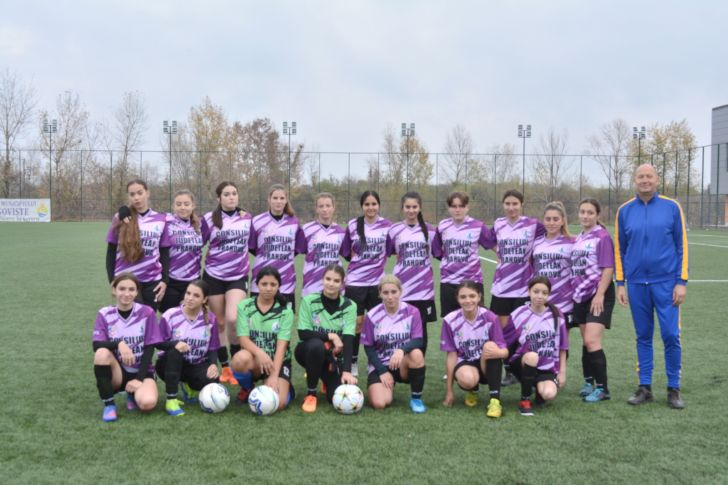
Echipa de fotbal feminin participa in Campionatul National de Fotbal Junioare U17, sezonul 2022-2023

Fotbal Club Prahova Ploiești, cunoscut sub numele de Prahova Ploiești, sau pe scurt Prahova, este un club de fotbal profesionist din Ploiești, România. Prahova a fost fondat în 1915 după desființarea unui alt club din Ploiești, United Ploiești. Are în palmares un titlu național câștigat în 1916. Clubul a fost dizolvat în 2001, din indolența oamenilor de afaceri privați care au preluat clubul după revoluția din 1989, și a fost reînființat în 2018, de catre omul de fotbal Adrian Mihai Teodorescu. A activat până în 2020 în campionatele județene organizate de Asociația Județeană de Fotbal Prahova. 
În anul 2022, clubul avea activitate exclusiv de copii și juniori, dar și fotbal feminin. Participa în Campionatul Național de Fotbal Junioare U17 organizat de Federația Română de Fotbal.
In sezonul 2023-2024, clubul castiga Campionatul National Junioare U15 si se califica in Liga Elitelor Junioare U15

## Istoric
În chiar primul sezon, Prahova a câștigat Campionatul Național, iar după primul război mondial își reia activitatea alături de formațiile bucureștene, participând la Campionatul Național în formula turneului final, cu campionatele de regiuni și apoi de ligi, între anii 1919-1932. În sezonul 1920-1921, 1921-22 și 1922-23 a terminat pe locul 3. În următoarele 2 sezoane termină pe 4, respectiv 6. Urmează două sezoane în care termina din nou pe 3 respectiv 4, apoi în sezonul 1927-28 Liga Sud se imparte în seriile București, Prahova, Galați și Brăila. Prahova Ploiești termină pe 2 în urma Tricolor Ploiești trei sezoane la rând.
Performanța sa majoră din această perioadă a fost câștigarea, în 1931, a campionatului Ligii de Sud, cu echipa formată din: Zaharescu, Barasch, N. Ionescu, Vasilescu, Müller, Dauché, Popescu, Obretcovici, Reingluber, Georgescu-Tarzan, I. Niculescu, Atanasiu. Din păcate pierde cu 2-3 în fața lui U.D.R. Reșița și ratează astfel șansa de a accede în semifinale. În ultimul sezon al campionatului regional termină tot pe 2 în spatele Tricolorului.
Începând din anul 1934, echipa joacă în eșalonul divizionar secund (1934-1936), apoi în Divizia C (1936-1937) și din nou în Divizia B (1937-1941), din lot făcând parte, printre alții, Iordăchescu, Senchea, Dunăreanu, Russen, Gh. Dragomirescu, Grün, Pascaru, Epure, T. Georgescu, Bujor, Farkas, Criticioiu, Boldiș, Radu Florian, iar în perioada celui de-al doilea război mondial: Ioanid, Panovschi, Boacă, Șperlea, Busac, T. Păunescu, I. Manolescu, N. Antonescu, V. Bărbulescu, Lipănescu, Emil  Vlaiculescu, Gh. Ionescu, R. Gologan. 
În 1946, după un meci dublu de baraj cu Gloria CFR Galați (3-0 și 2-1), promovează în prima divizie, lotul echipei cuprinzând pe: C. Mihăilescu,  Balmuș,  Hrisafi,  Matroc, Șt. Comănescu, Boacă, Vâlvoi II, Catană, M. Beraru, Mladin, Comșa, M. Ionescu, Șt. Georgescu, Mazăre, Gologan, Emil Vlaiculescu, Deliu, Mihăescu. Conducerea echipei era asigurată de B. Andrei, Gh. Marinescu, N. Stanbolgiu, Tr. Stoenescu, Tr. Popescu. După numai un an, echipa retrogradează în eșalonul secund și în 1947 fuzionează cu Concordia, echipa uzinei ploieștene cu același nume. Jucătorii noi în lot sunt acum: Asadur, Ștefănescu, Mincea, Teașcă, Șt. Vasile, Mărdărescu, Chilea, Gârlea, Gh. Ionescu, Moldoveanu, Bădulescu, Motronea, Sanilovici. 
Traseul divizionar al echipei este constant în eșalonul al II-lea, dar cu repetate schimbări de nume: Partizanul (1950), Flacăra (1951-1955), Metalul (1956), Energia (1957), pentru ca din 1958 să se revină la denumirea tradițională de Prahova. La sfârșitul ediției de campionat 1962-1963, echipa este exclusă din Divizia B, în urma unor nereguli competiționale și retrogradată direct în campionatul orășenesc. A urmat revenirea pe scena divizionară, în 1968, în Divizia C și apoi în 1975 în Divizia B, după care Prahova CSU (din 1984), cu o comportare oscilantă, a pierdut treptat contactul cu performanța. 
Declinul s-a accentuat după 1989, când echipa va retrograda în eșalonul al III-lea (1991) și apoi în campionatul județean, așa-zisa Divizie D (1995). Rămasă fără sprijin material, Prahova, cândva campioană a țării, una dintre cele mai vechi echipe românești, cunoaște trista soartă a anonimatului, încetând activitatea în 2001.
În anul 2018, a fost reînființată de omul de fotbal Adrian Mihai Teodorescu. A participat în Liga C a Campionatului Județean organizat de AJF Prahova, reușind promovarea în Liga B Județeană, în sezonul 2018-2019.

## Fotbal feminin și juniori
După pandemia de coronavirus, clubul și-a reluat activitatea având activitate exclusivă de copii și juniori, dar și fotbal feminin.
Echipa de fotbal feminin Prahova Ploiești participă în Campionatul Național de Fotbal Junioare U17, organizat de Federația Română de Fotbal, sezonul 2022-2023.
In sezonul 2023-2024, clubul participa in competițiile de fotbal feminin organizate de Federația Română de Fotbal. Echipa de senioare se clasează la finalul sezonului pe locul 4 al seriei a 2 a. 
Echipa de junioare U15 reuseste surpriza campionatului castigand seria a 4 a a Campionatului National Junioare U15 si calificandu-se la turneul de promovare in Liga Elitelor. Turneul a fost organizat la Breaza (jud Prahova), iar fetele antrenate de Adrian Teodorescu au reusit să castige toate meciurile. După ce au invins Concordia Chiajna cu scorul de 4-0 si Poli Iasi cu 1-0, fetele au promovat in Liga Elitelor Junioare U15. 
In premieră, Prahova Ploiesti are o jucătoare cu două convocari la Lotul National de Junioare U15. Teodora Stoica a debutat in Echipa Nationala U15 a Romaniei intr-un meci amical contra selectionatei similare din San Marino. 

## Cronologia numelui
- 1915 - Prahova Ploiești
- 1950 - Partizanul Ploiești
- 1951 - Flacăra Ploiești
- 1956 - Metalul Ploiești
- 1957 - Energia Ploiești
- 1984 - Prahova CSU Ploiești
- 1999 - Prahova Argus Ploiești
- 2018 - Prahova Ploiești

## Palmares

### Național
```
 
Campionatul României
```

 Campioană (1): 1916
Liga a IV-a Prahova
- Campioană (2): 1953, 1967–68

Campionatul Districtului Ploiești
- Campioană (4): 1930-31, 1932-33, 1933-34, 1945-46

Campionatul Național Junioare U15
- Campioană națională (2024), câstigătoare a Turneului Baraj/ Promovare în Liga Elitelor Junioare U15.

International Queen Marjia Royal Cup- Vrnacka Banja (Serbia)
- Locul 2 (2024)

## Jucători emblematici (după 1945)
Constantin Teasca,Amid Asadur,Gh. Ionescu, V. Motronea, Gh. Sanilovici, Ion Cojocaru, G.Focseneanu,Lucian Sotir, Paul Gusa, C-tin Toma,Nicolae Vlad,Nicolae Florian ,Viorel Libiu,Bujorel Mocanu, Mircea State, Anton Galateanu, G. Tudor, Gelu Dumitrescu ,Tiberiu, Berlea Florian, Ciprian Marinescu. 